# 熊野市

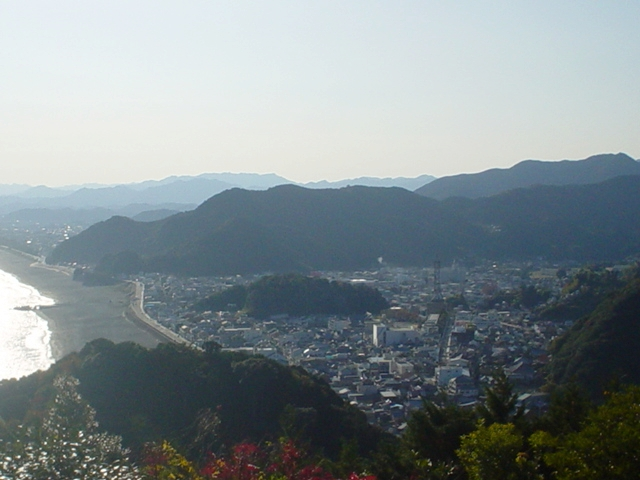
熊野市街

熊野市（くまのし）は、三重県の南部にある市。熊野灘に面しており、吉野熊野国立公園に含まれている。旧南牟婁郡。東紀州を代表するビーチリゾート地でもある。

## 概要
七里御浜の東端に位置しており、中心市街地は古くからの中心である木本とかつては沼地だった井戸であり、この2つの市街地は連続している。このうち木本（きのもと）は慶長検地帳に「鬼ノ本浦」と記された場所で、紀州藩が町割を整備して奥熊野代官所を置いて支配した。熊野地方一帯の行政の中心であった場所で、それゆえ廃藩置県で三重県に編入された時には支庁がおかれ、現在も三重県の熊野地方を管轄する官公庁が多く存在する。
2005年（平成17年）11月1日、（旧）熊野市と南牟婁郡紀和町が新設合併し、（新）熊野市が発足した。
熊野市は御浜町及び紀宝町とともに紀南地域に含まれる。さらに尾鷲市と紀北町を加えた2市3町で東紀州圏域を構成する。
なお、熊野とは元々三重県南部から和歌山県南部に跨る地域名であることから、1954年（昭和29年）に熊野市の市名が決定した際には新宮市など和歌山県側から多くの反対があったという。

## 地理
- 三重県の南西部、和歌山県との県境に近く、新宮市など和歌山県東部との結びつきも強い。
- 河川：井戸川、産田川、西郷川、北山川、大又川、里川、湊川、備後川、池の宿川
- 海域：熊野灘。南海トラフ巨大地震が発生した際には、最大11mの津波が到達することが予想されている[5]。

### 隣接している自治体

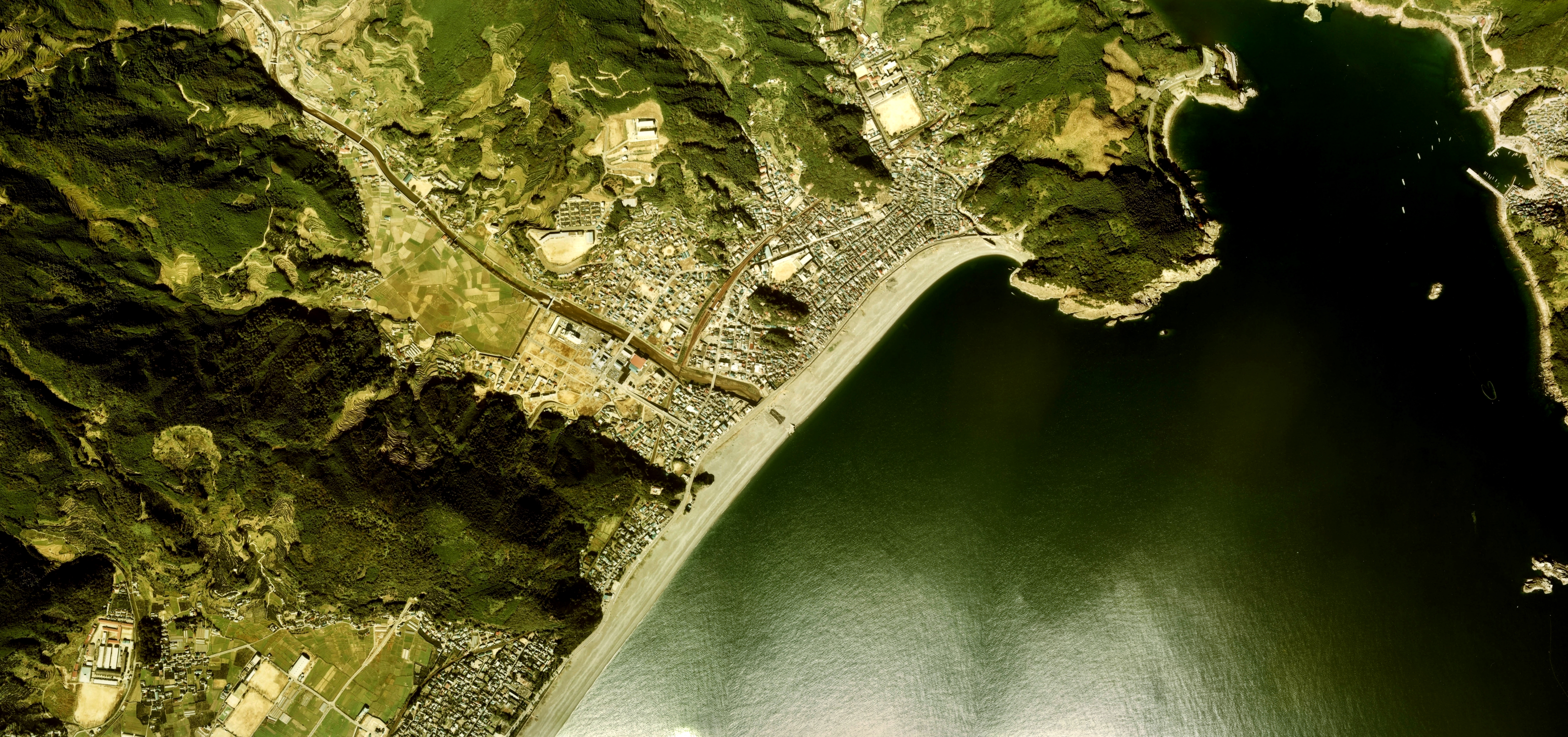
熊野市中心部周辺の空中写真。1976年撮影の6枚を合成作成。。

- 三重県：尾鷲市、御浜町、紀宝町
- 和歌山県：新宮市、北山村
- 奈良県：上北山村、下北山村、十津川村

### 気候
| 熊野新鹿（2002年 - 2020年）の気候  | 熊野新鹿（2002年 - 2020年）の気候 | 熊野新鹿（2002年 - 2020年）の気候 | 熊野新鹿（2002年 - 2020年）の気候 | 熊野新鹿（2002年 - 2020年）の気候 | 熊野新鹿（2002年 - 2020年）の気候 | 熊野新鹿（2002年 - 2020年）の気候 | 熊野新鹿（2002年 - 2020年）の気候 | 熊野新鹿（2002年 - 2020年）の気候 | 熊野新鹿（2002年 - 2020年）の気候 | 熊野新鹿（2002年 - 2020年）の気候 | 熊野新鹿（2002年 - 2020年）の気候 | 熊野新鹿（2002年 - 2020年）の気候 | 熊野新鹿（2002年 - 2020年）の気候 |
| 月                                 | 1月                               | 2月                               | 3月                               | 4月                               | 5月                               | 6月                               | 7月                               | 8月                               | 9月                               | 10月                              | 11月                              | 12月                              | 年                                |
| ---------------------------------- | --------------------------------- | --------------------------------- | --------------------------------- | --------------------------------- | --------------------------------- | --------------------------------- | --------------------------------- | --------------------------------- | --------------------------------- | --------------------------------- | --------------------------------- | --------------------------------- | --------------------------------- |
| 最高気温記録 °C （°F）             | 21.4 (70.5)                       | 24.7 (76.5)                       | 26.8 (80.2)                       | 32.2 (90)                         | 31.3 (88.3)                       | 36.4 (97.5)                       | 37.7 (99.9)                       | 38.6 (101.5)                      | 36.4 (97.5)                       | 31.0 (87.8)                       | 25.8 (78.4)                       | 25.1 (77.2)                       | 38.6 (101.5)                      |
| 平均最高気温 °C （°F）             | 11.3 (52.3)                       | 12.5 (54.5)                       | 15.3 (59.5)                       | 19.6 (67.3)                       | 23.3 (73.9)                       | 25.9 (78.6)                       | 29.6 (85.3)                       | 31.1 (88)                         | 28.3 (82.9)                       | 23.6 (74.5)                       | 18.8 (65.8)                       | 13.8 (56.8)                       | 21.1 (70)                         |
| 日平均気温 °C （°F）               | 6.8 (44.2)                        | 8.0 (46.4)                        | 10.7 (51.3)                       | 15.1 (59.2)                       | 19.0 (66.2)                       | 22.1 (71.8)                       | 25.7 (78.3)                       | 27.0 (80.6)                       | 24.2 (75.6)                       | 19.5 (67.1)                       | 14.4 (57.9)                       | 9.2 (48.6)                        | 16.8 (62.2)                       |
| 平均最低気温 °C （°F）             | 2.8 (37)                          | 3.8 (38.8)                        | 6.2 (43.2)                        | 10.8 (51.4)                       | 15.1 (59.2)                       | 18.9 (66)                         | 22.7 (72.9)                       | 23.8 (74.8)                       | 21.2 (70.2)                       | 16.3 (61.3)                       | 10.7 (51.3)                       | 5.4 (41.7)                        | 13.2 (55.8)                       |
| 最低気温記録 °C （°F）             | −3.4 (25.9)                       | −2.9 (26.8)                       | −1.9 (28.6)                       | 2.5 (36.5)                        | 8.2 (46.8)                        | 13.2 (55.8)                       | 18.3 (64.9)                       | 16.6 (61.9)                       | 14.4 (57.9)                       | 7.4 (45.3)                        | 1.3 (34.3)                        | −1.7 (28.9)                       | −3.4 (25.9)                       |
| 降水量 mm （inch）                 | 92.6 (3.646)                      | 121.6 (4.787)                     | 208.4 (8.205)                     | 270.1 (10.634)                    | 273.6 (10.772)                    | 388.9 (15.311)                    | 356.9 (14.051)                    | 265.4 (10.449)                    | 476.1 (18.744)                    | 383.7 (15.106)                    | 164.1 (6.461)                     | 109.8 (4.323)                     | 3,111.2 (122.488)                 |
| 平均降水日数 （≥1.0 mm）           | 5.6                               | 7.0                               | 9.5                               | 9.8                               | 11.1                              | 14.2                              | 12.5                              | 11.5                              | 13.6                              | 11.8                              | 8.0                               | 6.0                               | 120.7                             |
| 平均月間日照時間                   | 194.6                             | 176.0                             | 204.2                             | 199.3                             | 196.5                             | 134.1                             | 168.0                             | 205.7                             | 147.6                             | 143.5                             | 167.7                             | 187.1                             | 2,124.3                           |
| 出典1：Japan Meteorological Agency |                                   |                                   |                                   |                                   |                                   |                                   |                                   |                                   |                                   |                                   |                                   |                                   |                                   |
| 出典2：気象庁                      |                                   |                                   |                                   |                                   |                                   |                                   |                                   |                                   |                                   |                                   |                                   |                                   |                                   |

### 人口
| |                                        |  |
| 熊野市と全国の年齢別人口分布（2005年） | 熊野市の年齢・男女別人口分布（2005年） |  |
| ■紫色 ― 熊野市 ■緑色 ― 日本全国 | ■青色 ― 男性 ■赤色 ― 女性              |  |
| 熊野市（に相当する地域）の人口の推移 \| 1970年（昭和45年） \| 32,909人 \| \| \| 1975年（昭和50年） \| 30,640人 \| \| \| 1980年（昭和55年） \| 28,720人 \| \| \| 1985年（昭和60年） \| 27,474人 \| \| \| 1990年（平成2年） \| 25,783人 \| \| \| 1995年（平成7年） \| 24,067人 \| \| \| 2000年（平成12年） \| 22,640人 \| \| \| 2005年（平成17年） \| 21,230人 \| \| \| 2010年（平成22年） \| 19,662人 \| \| \| 2015年（平成27年） \| 17,322人 \| \| \| 2020年（令和2年） \| 15,965人 \| \| |                                        |  |
| 総務省統計局 国勢調査より |                                        |  |
| 1970年（昭和45年） | 32,909人                               |  |
| 1975年（昭和50年） | 30,640人                               |  |
| 1980年（昭和55年） | 28,720人                               |  |
| 1985年（昭和60年） | 27,474人                               |  |
| 1990年（平成2年） | 25,783人                               |  |
| 1995年（平成7年） | 24,067人                               |  |
| 2000年（平成12年） | 22,640人                               |  |
| 2005年（平成17年） | 21,230人                               |  |
| 2010年（平成22年） | 19,662人                               |  |
| 2015年（平成27年） | 17,322人                               |  |
| 2020年（令和2年） | 15,965人                               |  |

### 地区
熊野市の市内は19の町に分けられる。
須野町（すの）尾鷲市と接する市内で最も人口の少ない町。人口8人、面積2.34km2
甫母町（ほぼ）名勝楯ヶ崎のある漁村。人口177人、面積2.40km2
二木島里町（にぎしまさと）二木島湾内の漁村。市内で最も面積が小さい。人口85人、面積0.25km2
二木島町（にぎしま）二木島湾内の漁村で旧荒坂村の中心。JR二木島駅がある。人口336人、面積7.65km2
遊木町（ゆき）新鹿湾に面する漁村。サンマの水揚げで有名で遊木城跡がある。人口475人、面積4.04km2
新鹿町（あたしか）新鹿湾に面する町。日本の快水浴場百選に選ばれた新鹿海水浴場やあたしか温泉がある。JR新鹿駅があって夏季には特急列車も停車したことがある。人口945人、面積18.80km2
波田須町（はだす）熊野灘に面し徐福伝説が残る農村。JR波田須駅がある。人口211人、面積3.51km2
磯崎町（いそざき）熊野灘に面しダイビングリゾートや熊野文化圏専門学校がある漁村。人口269人、面積2.50km2
大泊町（おおどまり）大泊海水浴場がある町。JR大泊駅がある。人口231人、面積8.20km2
木本町（きのもと）熊野市の中心市街地の一角をなす町。古くから栄え、三重県立木本高校や熊野市民会館などがある。名勝鬼ヶ城で有名。人口2406人、面積3.90km2
井戸町（いど）熊野市の中心市街地の一角をなす町。熊野市役所、熊野警察署、裁判所、熊野郵便局、JR熊野市駅などがあり行政の中心。中央を井戸川が流れ、上流には瀬戸集落がある。名勝獅子岩で有名。人口3628人、面積18.12km2
有馬町（ありま）熊野市の七里御浜沿いにある市内でもっとも人口が多い町。熊野高専跡地、熊野市郷土資料館、花の窟神社等がある。中心となる駅はJR有井駅。人口5058人、面積14.30km2
久生屋町（くしや）熊野市で最も人口密度の高い町。熊野病院がある。人口1609人、面積1.60km2
金山町（かなやま）熊野市の中山間部にある町。金山パイロットファームがある。人口620人、面積8.14km2
飛鳥町（あすか）国道42号線沿いの農村で道の駅がある。市内で2番目に広い町。「飛鳥町」を冠する6つの大字がある。人口1475人、面積62.72km2
五郷町（いさと）大又川が流れるホタルの里として有名な山間部の農村。「五郷町」を冠する5つの大字があり、中心集落は桃崎。人口930人、面積39.74km2
神川町（かみかわ）和歌山県北山村や奈良県下北山村と接する農村。「神川町」を冠する4つの大字がある、中心集落は神上で那智黒石の産地。人口403人、面積33.11km2
育生町（いくせい）北山村と接する山間部の農村。「育生町」を冠する5つの大字があり、中心集落は尾川。名勝大丹倉がある。人口270人、面積28.64km2:大井地区は北山川 対岸に北山村 役場がある
紀和町（きわ）合併前の旧紀和町域に相当し市内で最も面積の広い町。「紀和町」を冠する18の大字がある。丸山千枚田、紀州鉱山、湯ノ口温泉、瀞峡、布引の滝といった観光資源に恵まれている。人口1542人、面積113.67km2
（町の人口は2008年10月のもの）

## 歴史
- 1954年（昭和29年）11月3日 - 南牟婁郡木本町・荒坂村・新鹿村・泊村・有井村・神川村・五郷村・飛鳥村が合併して熊野市（第1次）が発足。
- 1957年（昭和32年）10月20日 - 南牟婁郡神志山村の一部（大字久生屋・金山）を編入。
- 2005年（平成17年）11月1日 - （旧）熊野市が南牟婁郡紀和町と合併し、改めて熊野市（第2次）が発足。

## 行政
- 市長：河上敢二
- 任期：2021年（令和3年）11月13日 -

### 歴代市長
熊野市（第1次）
| 代    | 氏名     | 就任       | 退任           | 備考 |
| ----- | -------- | ---------- | -------------- | ---- |
| 初    | 小林清栄 | 1954年12月 | 1958年12月     |      |
| 2-9   | 坪田誠   | 1958年12月 | 1990年12月     |      |
| 10-11 | 西地茂樹 | 1990年12月 | 1998年11月     |      |
| 12-13 | 河上敢二 | 1998年11月 | 2005年10月31日 |      |

熊野市（第2次）
| 代   | 氏名     | 就任年月日    | 退任年月日 | 備考 |
| ---- | -------- | ------------- | ---------- | ---- |
| 初-5 | 河上敢二 | 2005年11月1日 | 現職       |      |

### 議会
- 議員定数：14名
- 任期：2018年（平成30年）5月1日 - 2022年（令和4年）4月30日
- 議長：濱重明
- 副議長：川口朋

※2019年5月17日現在

## 施設
- 熊野市役所
  - 荒坂出張所
  - 新鹿出張所
  - 飛鳥出張所
  - 五郷出張所
  - 神上出張所
  - 育生出張所
- 紀和庁舎
  - 西山出張所
  - 上川出張所
- 歴史民俗資料館
- 湯元山荘湯ノ口温泉
- 山崎運動公園
- 丸山交流促進センター千枚田荘
- 母子生活支援施設
- 保健福祉センター
- ふれあいセンター
- 熊野市文化交流センター
- 熊野市立図書館
- 地域包括支援センター
- 体育館
- 総合グラウンド
- 紀和町ふるさと公社
- 青年の家
- 少年相談センター
- 市民会館
- 火葬場
- 熊野簡易裁判所

農林水産省

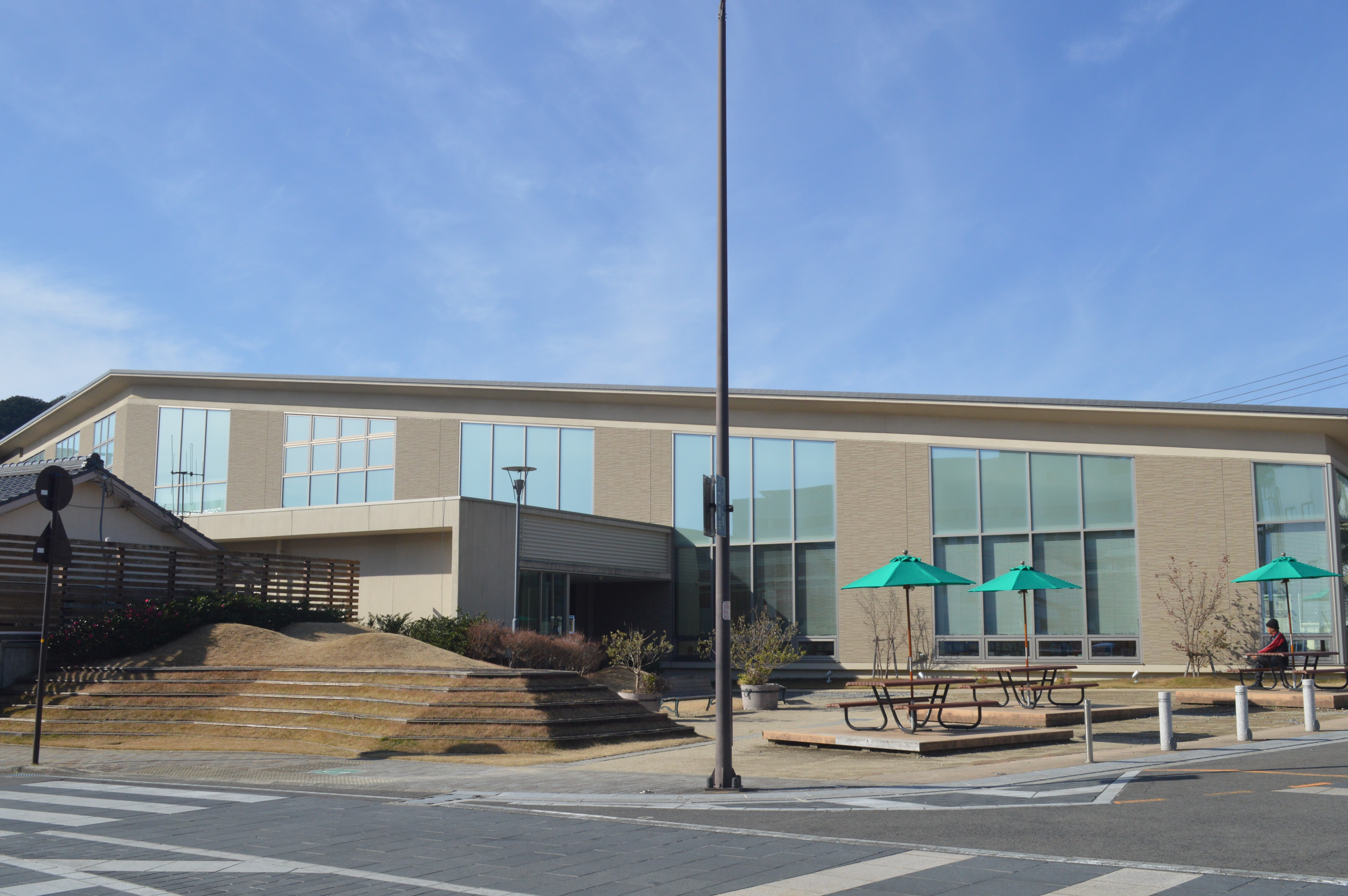
熊野市文化交流センター（熊野市立図書館）

- 東海農政局三重農政事務所熊野統計・情報センター
- 近畿中国森林管理局三重森林管理署飛鳥森林事務所

厚生労働省
- 熊野公共職業安定所
- 熊野労働基準監督署

法務省
- 熊野区検察庁
- 津地方法務局熊野支局

国土交通省
- 中部地方整備局紀勢国道事務所熊野維持出張所

防衛省
- 自衛隊三重地方協力本部熊野地域事務所

事業団
- 簡易保険郵便年金福祉事業団熊野簡易保険保養センター
- 雇用促進住宅松ノ木宿舎

都道府県機関
- 紀州家畜保健衛生所
- 三重県熊野庁舎
- 三重県立熊野少年自然の家

警察機関
- 熊野警察署

消防機関
- 熊野市消防署

## 経済

### 産業
- 水産業
  - 熊野漁業協同組合
- 林業
  - 熊野市森林組合
- みかん
  - 金山パイロットファーム

### 特産品
- 那智黒石（碁石など）
- 干物
- さんま（さんま寿司など）
- たかな（めはり寿司）
- みかん
- 新姫
- 山嫁味噌
- 梅干し
- 木工製品
- きじ肉
- 熊野地どり

### 主な企業
製造業
- サラヤ株式会社熊野食品工場
- 株式会社中部電子熊野工場

### 金融機関
- 東海労働金庫
- 三十三銀行
- 百五銀行
- 紀北信用金庫
- 新宮信用金庫

### 日本郵政グループ
（2012年12月現在）
- 日本郵便株式会社

- 熊野郵便局（井戸町） - 集配局。
- 五郷（いさと）郵便局（五郷町桃崎） - 集配局。
- 熊野本町郵便局（木本町）
- 飛鳥郵便局（飛鳥町小阪）
- 二木島（にぎしま）郵便局（二木島町）
- 神川郵便局（神川町神上（こうのうえ））
- 新鹿（あたしか）郵便局（新鹿町）
- 熊野磯崎郵便局（磯崎町）
- 熊野有馬郵便局（有馬町）

- 入鹿（いるか）郵便局（紀和町板屋） - 集配局。
- 西山郵便局（紀和町長尾）
- 和気（わけ）郵便局（紀和町和気）
- 尾川（おがわ）簡易郵便局（育生町尾川）
- 寺谷（てらだに）簡易郵便局（五郷町寺谷）
- 神山（こうのやま）簡易郵便局（飛鳥町佐渡（さわたり））
- 遊木（ゆき）簡易郵便局（遊木町）
- 大又簡易郵便局（飛鳥町大又）

※西山郵便局および簡易郵便局5箇所を除く各郵便局にゆうちょ銀行のATMが設置されており、熊野・入鹿の各郵便局ではホリデーサービスを実施。

## メディア

### 新聞
- 伊勢新聞熊野支局
- 中日新聞熊野通信局
- 南紀新報社
- 吉野熊野新聞

全国紙は朝日新聞、毎日新聞は伊賀市や名張市と同様、大阪市の大阪本社発行版（それ以外の地域は名古屋市で発行）が販売されている。読売新聞は熊野市でも名古屋市の読売新聞中部支社
（東京本社直轄）で発行版が販売されている。

### 放送
地上波以外は割愛する。
※チャンネル番号（リモコンキーID）・周波数および出力など詳細は、各中継局記事を参照。

#### テレビ
当市を網羅する中継局は、熊野中継局である。対象区域は当市および御浜町・紀宝町の一部となっており、放送区域内世帯数は約12,000世帯である。地上デジタルテレビ放送については2007年3月5日、総務省東海総合通信局が中京広域圏を放送対象地域とする各局および県域放送局の三重テレビ放送に対し熊野中継局に関する免許を交付し、その後本放送が開始された。
地上アナログテレビ放送については、全ての放送が2011年7月24日をもって終了した。なお、熊野中継局のアナログテレビ放送はVHFを親局とするNHK名古屋Eテレと在名民放は名古屋親局と同じチャンネル番号であった。
- 県域放送局
  - 三重テレビ
- 広域放送局（中京広域圏）
  - NHK（総合）
  - CBCテレビ
  - 東海テレビ
  - メ〜テレ
  - 中京テレビ
- 全国放送
  - NHK（Eテレ）

#### ラジオ
- FM放送
  - レディオキューブFM三重
  - NHK-FM
- AM放送
  - NHK（第1・第2）
  - CBCラジオ
  - 東海ラジオ（2001年8月21日に上陸した台風11号の影響により建物等が浸水し、16時間にわたって停波した。）

### ケーブルテレビ
- ZTV紀南ネットワークセンター　- 当市をサービスエリアに含むケーブルテレビ局。

## 姉妹都市・提携都市

### 国内
友好都市
- 桜井市（奈良県）
1986年10月友好都市提携
- 熊野町（広島県）
2019年11月友好都市提携

### 海外
姉妹都市
- バストス市（ブラジル連邦共和国サンパウロ州）
1972年12月姉妹都市提携
- ソレント市（イタリア共和国カンパニア州）
2001年11月姉妹都市提携

## 宗教・娯楽施設等

### キリスト教教会
- 木本キリスト教会
- 日本キリスト教会熊野伝道教会

### 諸教宗教施設
- 救世神教熊野教会
- 金光教南牟婁教会
- 聖神教熊野支教会
- 天理教南紀大教会
- 立正佼成会松阪教会南紀支部

### 神道宗教施設
- 世界救世教三重県本部熊野布教所

### 神社・仏閣

#### 寺院
| - 一乗寺 - 井戸町3793 - 海恵寺 - 磯崎町745 - 木本大師堂 - 木本町574-3 - 正悟院 - 有馬町 - 正法寺 - 木本町1620 - 称名寺 - 木本町549 | - 少林寺 - 波田須町641 - 慈雲寺 - 五郷町湯谷481 - 瑞雲寺 - 木本町384 - 泉福寺 - 有馬町2004 - 長泉寺 - 飛鳥町佐渡177 - 長全寺 - 紀和町長尾1122 | - 長楽寺 - 神川町長原140 - 桃源寺 - 五郷町桃崎713 - 毘沙門天 - 井戸町3793 - 宝禅寺 - 育生町粉所300 - 本乗寺 - 飛鳥町小阪321 |

熊野西国三十三箇所霊場
| - 安楽寺 - 有馬町1802 - 南泉寺 - 有馬町651 - 海岸寺 - 有馬町761 - 三光寺 - 井戸町1109 - 瑞岩寺 - 井戸町2398 - 清泰寺 - 大泊町249 - 永明寺 - 飛鳥町小阪483-3 - 大義院 - 飛鳥町大又168 - 光明寺 - 五郷町寺谷731 | - 光福寺 - 飛鳥町神山202 - 嶺泉寺 - 神川町 - 西光寺 - 育生町尾川501 - 増福寺 - 紀和町平谷84 - 慈雲寺 - 紀和町小栗須41 - 普門寺 - 金山町1139 - 祐福寺 - 木本町584 - 大雲寺 - 木本町574 | - 海恵寺 - 磯崎町745 - 極楽寺 - 木本町568 - 海禅寺 - 甫母町264 - 最明寺 - 二木島町1062 - 大仙寺 - 新鹿町680 - 光明寺 - 遊木町324 - 萬重寺 - 育生町 - 浄楽寺 - 紀和町楊枝 |

#### 神社
- 入鹿八幡宮
- 大馬神社本宮
- 木本神社
- 花窟神社
- 徐福ノ宮
- 波田須神社
- 産田神社
- 徳司神社
- 飛鳥神社五郷・飛鳥
- 大森神社

### 娯楽施設
- 熊野東映（木本町） - 映画館（閉館）。
- 新明治座（木本町） - 映画館（閉館）。
- 丸山映画劇場（木本町） - 映画館（閉館）。
- 新鹿劇場（新鹿町） - 映画館（閉館）。

## 教育
- 熊野市教育委員会

### 保育所
- 熊野市立新鹿保育所（新鹿町840-2）
- 熊野市立五郷保育所（五郷町寺谷1016）
- 熊野市立板屋保育所（紀和町板屋75）
- 熊野市立金山保育所（金山町2483-1）
- 熊野市立木本保育所（木本町1098-1）
- 井戸保育園（井戸町324-1）
- ひまわり保育園（井戸町349）

### 幼稚園
- 有馬幼稚園
- 熊野市立木本幼稚園

### 小学校
- 熊野市立飛鳥小学校
- 熊野市立新鹿小学校
- 熊野市立有馬小学校
- 熊野市立五郷小学校
- 熊野市立井戸小学校
- 熊野市立入鹿小学校
- 熊野市立金山小学校
- 熊野市立木本小学校

### 中学校
- 熊野市立飛鳥中学校
- 熊野市立新鹿中学校
- 熊野市立有馬中学校
- 熊野市立入鹿中学校
- 熊野市立木本中学校

### 高等学校
- 三重県立木本高等学校

### 特別支援学校
- 三重県立特別支援学校東紀州くろしお学園

### 社会教育施設
- 熊野市立図書館

### その他
- みえ子育て支援緊急サポートネットワーク東紀州地域センター
- 熊野文化圏専門学校

休園・休校中の教育施設
2013年5月1日現在
- 熊野市立井戸幼稚園
- 熊野市立有馬保育所
- 熊野市立神川保育所
- 熊野市立荒坂小学校甫母分校
- 熊野市立遊木小学校
- 熊野市立新鹿小学校波田須分校
- 熊野市立育生小学校赤倉分校
- 熊野市立神上小学校青柳分校
- 熊野市立上川小学校
- 熊野市立入鹿小学校西山分校
- 熊野市立矢ノ川小学校
- 熊野市立上川中学校
- 熊野市立西山中学校
- 熊野市立荒坂中学校
- 熊野市立神上小学校
- 熊野市立神上中学校
- 熊野市立五郷中学校

移転した教育施設
- 近畿大学工業高等専門学校（2011年4月に三重県名張市へ移転）

## 交通

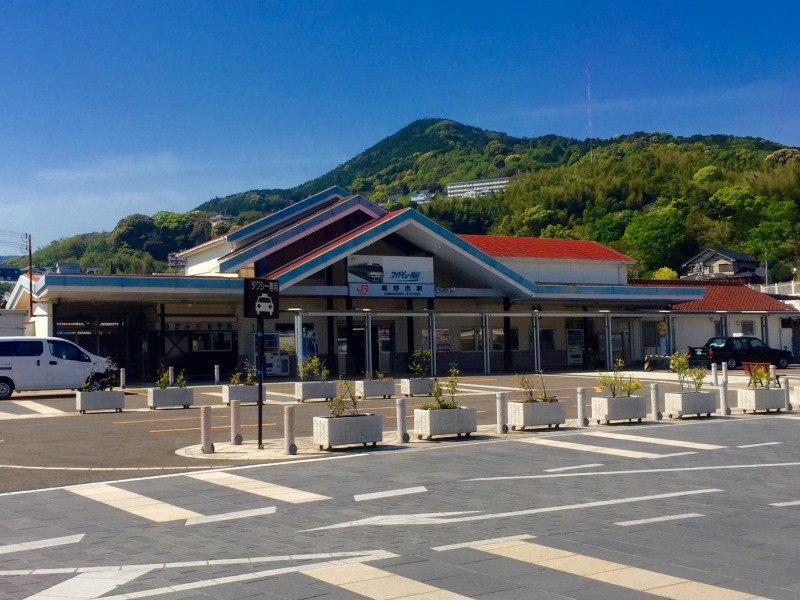
熊野市駅

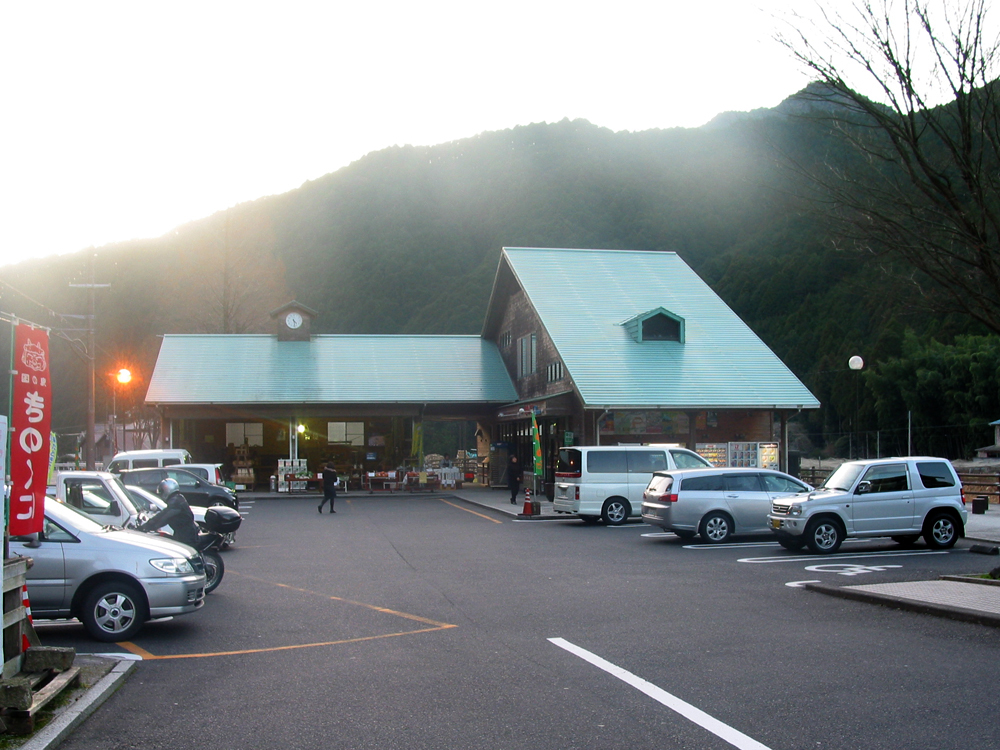
道の駅熊野きのくに

### 鉄道
中心となる駅：熊野市駅
東海旅客鉄道（JR東海）
■ 紀勢本線：（尾鷲市）- 二木島駅 - 新鹿駅 - 波田須駅 - 大泊駅 - 熊野市駅 - 有井駅 -（御浜町）

### 路線バス
高速バス
- 東京高速線： 大宮駅・池袋駅 - 熊野市駅前・三交南紀・勝浦温泉 （三重交通、西武観光バス） ※夜行
- 名古屋南紀高速バス： 名古屋（名鉄バスセンター） - 小阪・熊野市駅前・三交南紀 （三重交通）

一般路線バス
- 三重交通
  - 56系統松阪熊野線： 松阪中央病院 - 松阪駅前 - 滝原宮前 - 紀伊長島 - 尾鷲市病院前 - 小阪 - 熊野市駅前 - 三交南紀
- 熊野交通
- 熊野市自主運行バス
- 熊野市・御浜町広域バス
- 北山村村営バス

タクシー
- 熊野第一交通
- クリスタルタクシー
- 入鹿ハイヤー

### 道路
自動車専用道路
- 熊野尾鷲道路：（尾鷲市） - (9)熊野新鹿IC - (10)熊野大泊IC -

一般国道
- 国道42号
- 国道169号
- 国道309号
- 国道311号

県道
- 三重県道34号七色峡線
- 三重県道40号熊野矢ノ川線
- 三重県道52号御浜北山線
- 三重県道141号鵜殿熊野線
- 三重県道156号飛鳥日浦線
- 三重県道204号木本港熊野市停車場線
- 三重県道572号二木島港線
- 三重県道737号新鹿佐渡線
- 三重県道738号神川五郷線
- 三重県道761号小森神川線

### 道の駅
- 道の駅熊野きのくに

### 港湾
- 木本港
- 松崎港
- 磯崎港
- 新鹿港
- 遊木浦港
- 二木島港
- 甫母港

## 通信

### 郵便番号
熊野市内の郵便番号は以下の通り。
- 「519-42xx」「519-43xx」「519-44xx」「519-45xx」＝合併前からの熊野市域（五郷地区を除く）。熊野郵便局の集配担当。
- 「519-46xx」＝五郷地区。五郷郵便局の集配担当。
- 「519-54xx」＝旧南牟婁郡紀和町域（後述の地域を除く）。入鹿郵便局の集配担当。
- 「647-13xx」＝紀和町花井（けい）・紀和町小船・紀和町楊枝川（ようじがわ）・紀和町和気・紀和町楊枝。日足（ひたり）郵便局（和歌山県新宮市熊野川町日足）の集配担当。この地域のみ東海支社ではなく近畿支社の管轄である。

### 市外局番
市外局番は市域の大半で0597を使っているが、紀和町の一部は0735である。

## 電力
松本峠を境として管轄の送配電事業会社が分かれており、木本町までは関西電力送配電、大泊町からは中部電力パワーグリッドがそれぞれ管轄している。
- 中部電力パワーグリッド尾鷲営業所管轄：新鹿町、磯崎町、大泊町、須野町、二木島里町、二木島町、波田須町、甫母町、遊木町
- 関西電力送配電新宮営業所管轄：上記以外

## 名所・旧跡・観光スポット・祭事・催事

### 世界遺産
- 熊野古道（紀伊山地の霊場と参詣道）
- 松本峠
- 鬼ヶ城
- 獅子岩
- 花の窟
- 風伝峠

### 名所
- 鬼ヶ城

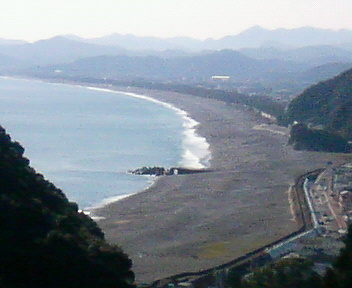
七里御浜
- 大丹倉
- 獅子岩
- 楯ヶ崎
- 布引の滝（日本の滝百選）
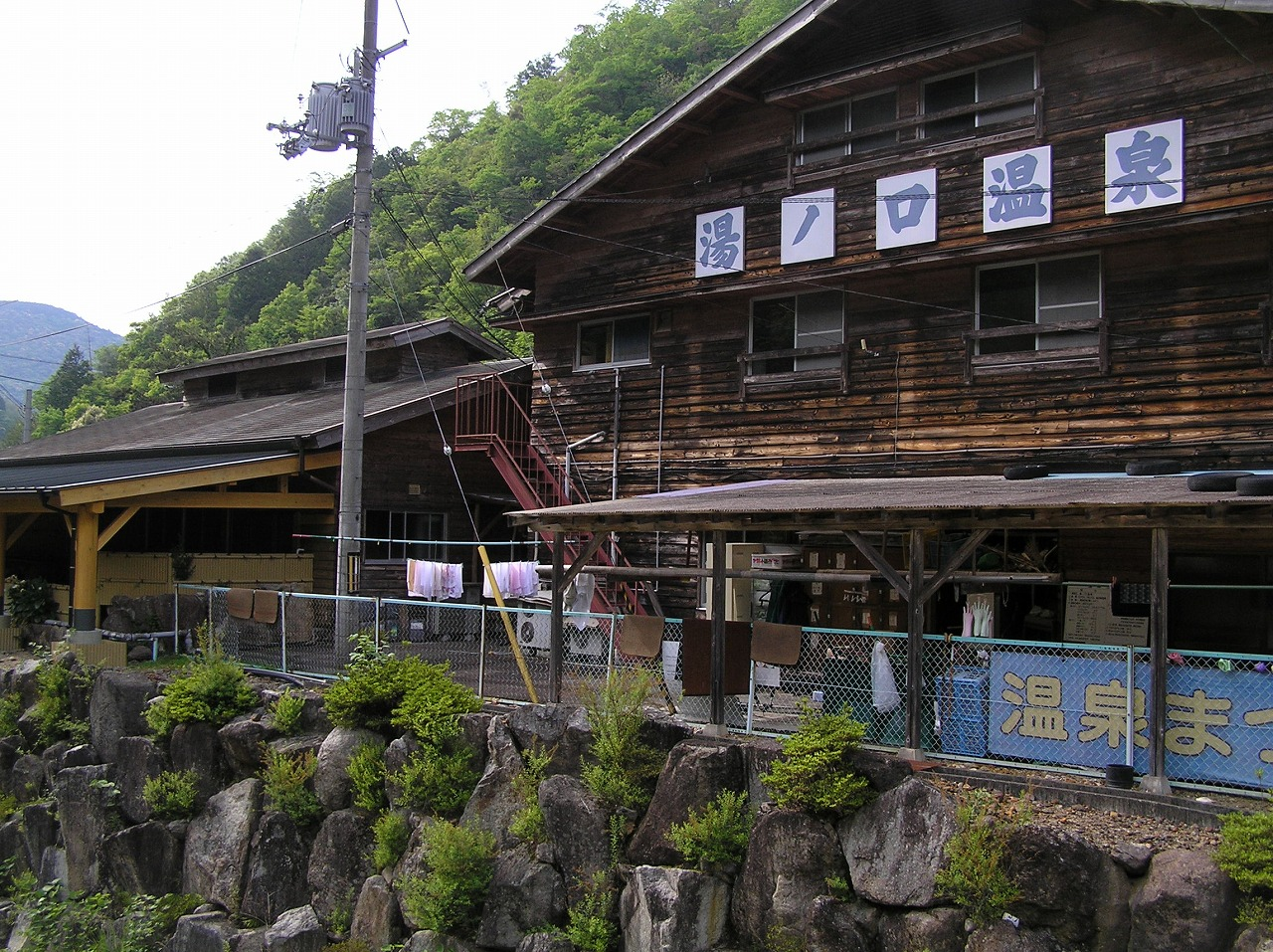
湯ノ口温泉（国民保養温泉地）
- 丸山千枚田（旧紀和町） - 日本の棚田百選
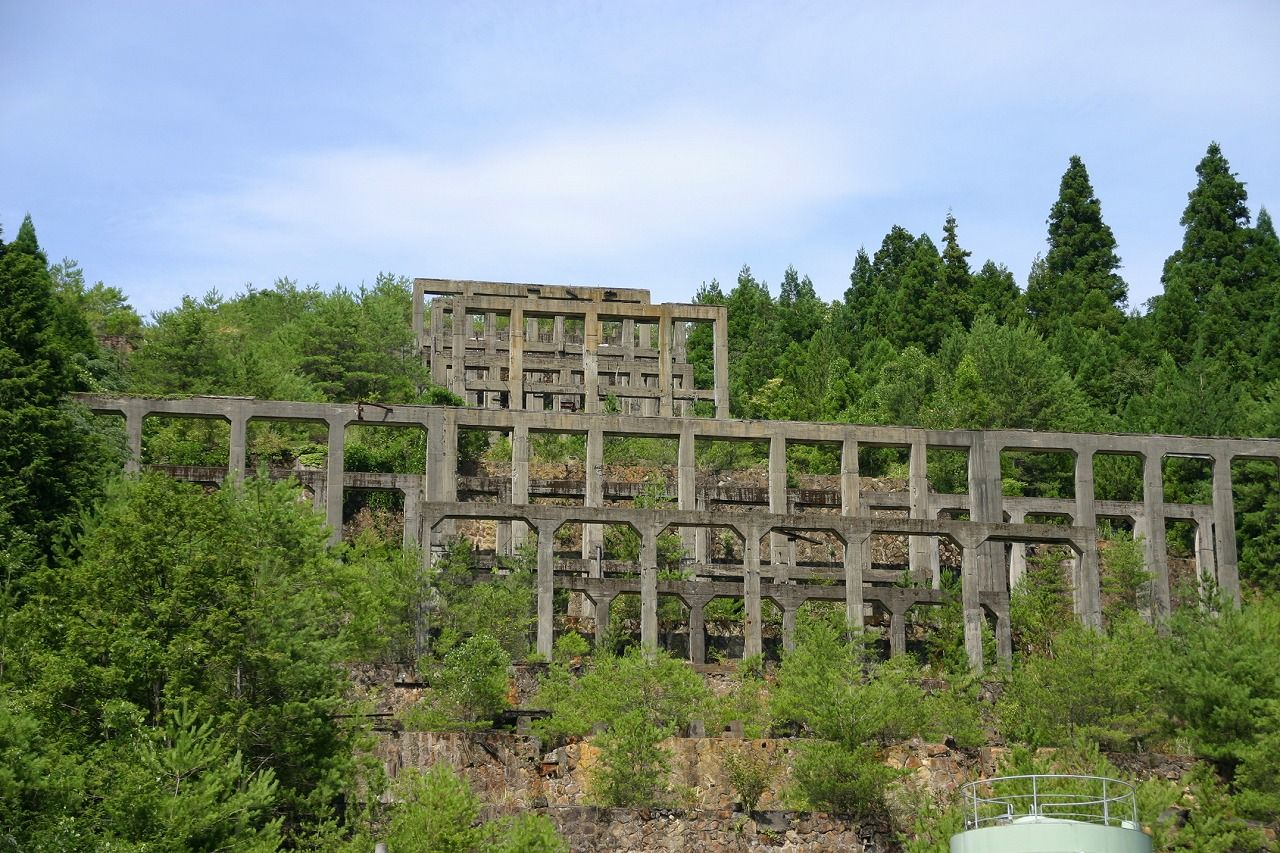
紀州鉱山跡
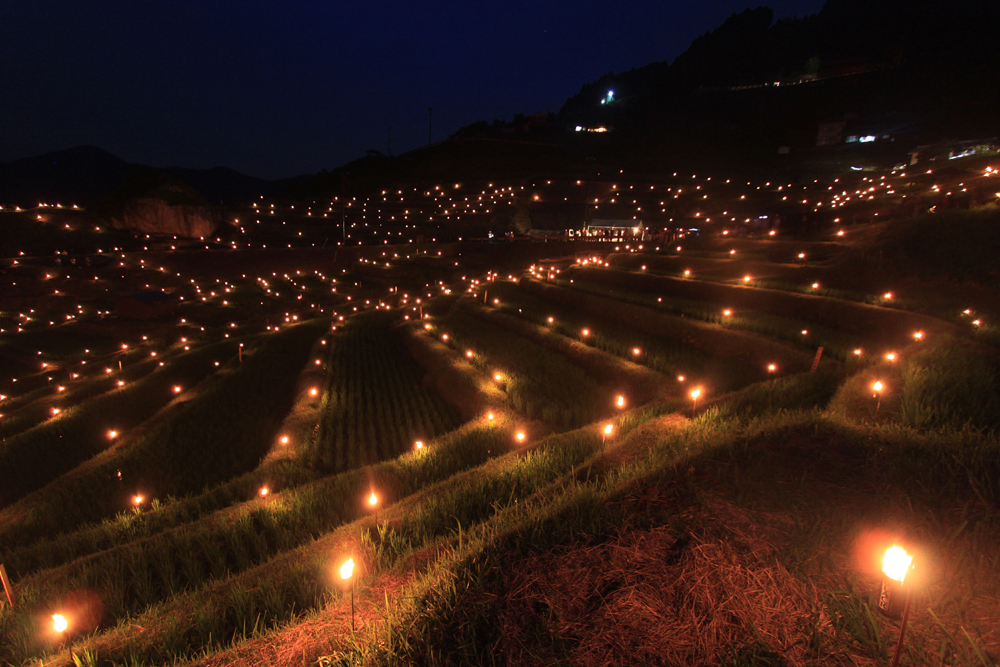
丸山千枚田

- 紀和鉱山資料館
- 所山の英国人墓地（イルカボーイズ）
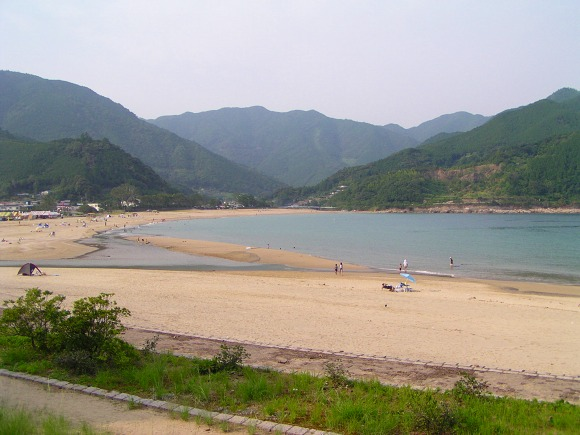
大泊海水浴場
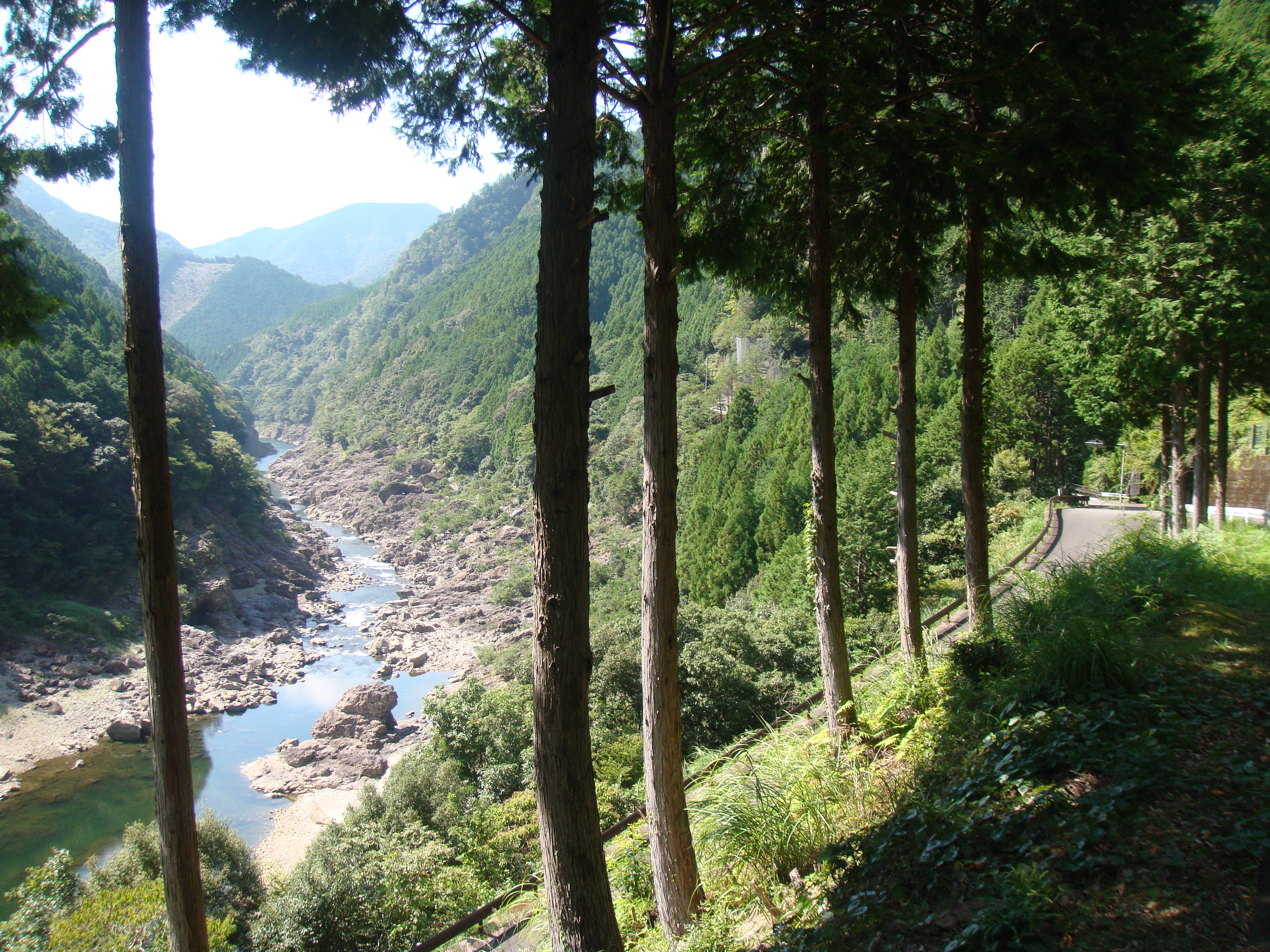
奥瀞

- 新鹿海水浴場
- 熊野石蔵美術館
- イザナミの墓
- 楊枝薬師
- 木津呂

- 七里御浜
- 湯ノ口温泉
- 紀州鉱山建屋跡
- 丸山千枚田
- 新鹿海水浴場
- 奥瀞

### 城郭
| - 大日山城 - 城之越城 - 標ヶ峯城 - 遊木城 - 猪鼻城 - 岩本城 - 中山城 | - 父無山城 - 波田須城 - 鬼ヶ城（国の名勝、日本百景） - 要害山城 - 栂ノ尾城 - 赤坂城 | - 井土峯城 - 口有馬城 - 有馬城 - 二ツ石城 - 向山城 - 高恵城 | - 要害山城 - 赤倉城 - 丹倉城 - 羽田城 - 庵野平城 - 竹原氏館 | - 要害山城 - 弓場城 - 寺谷城 - 多尾城 - 平城 - 辛努田城 | - 星野城 - 長尾城 - 赤木城 - 続日本100名城の1つである城郭 - 大栗須城 - 入鹿本城 - 和気城 |

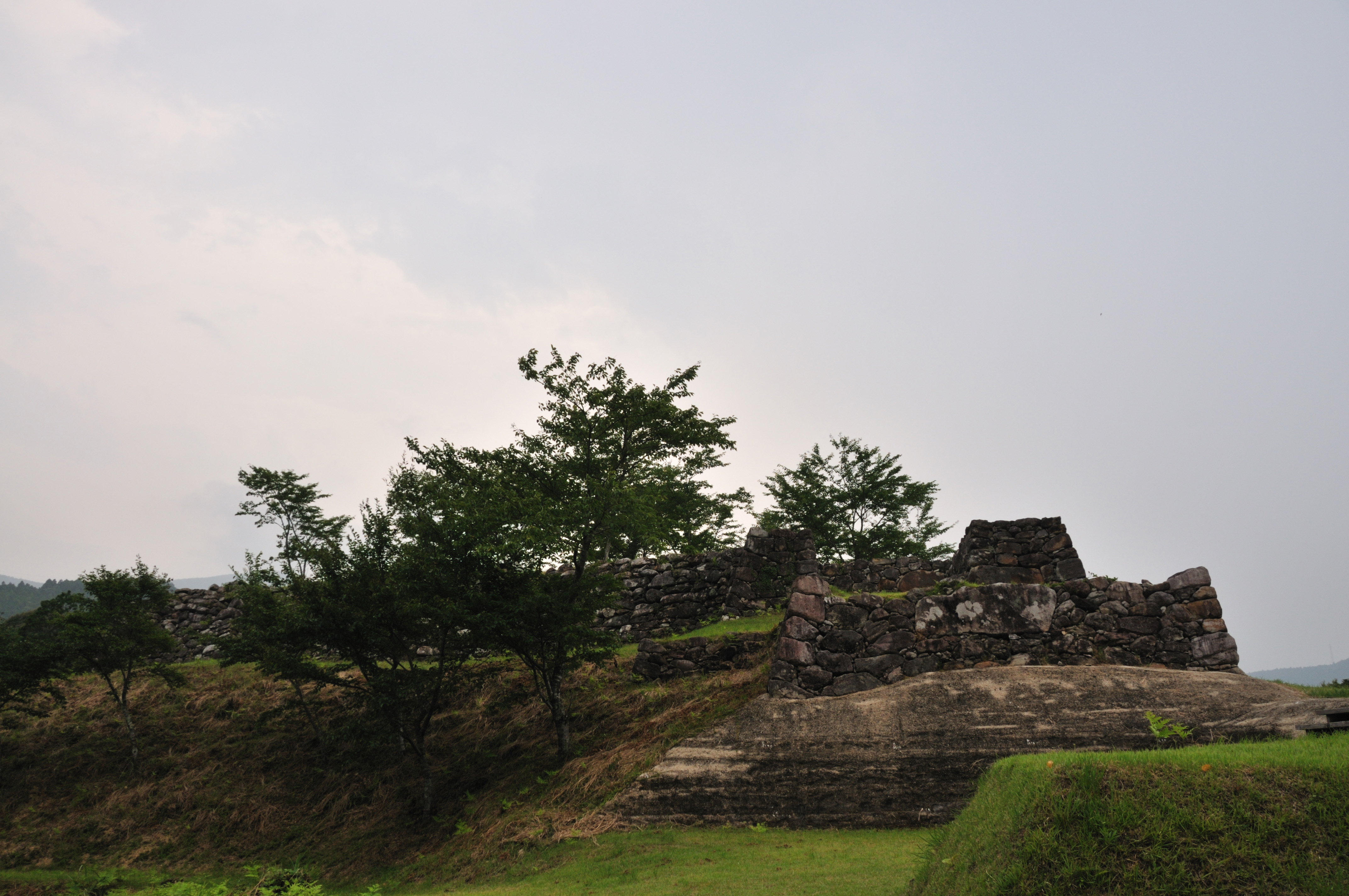
赤木城
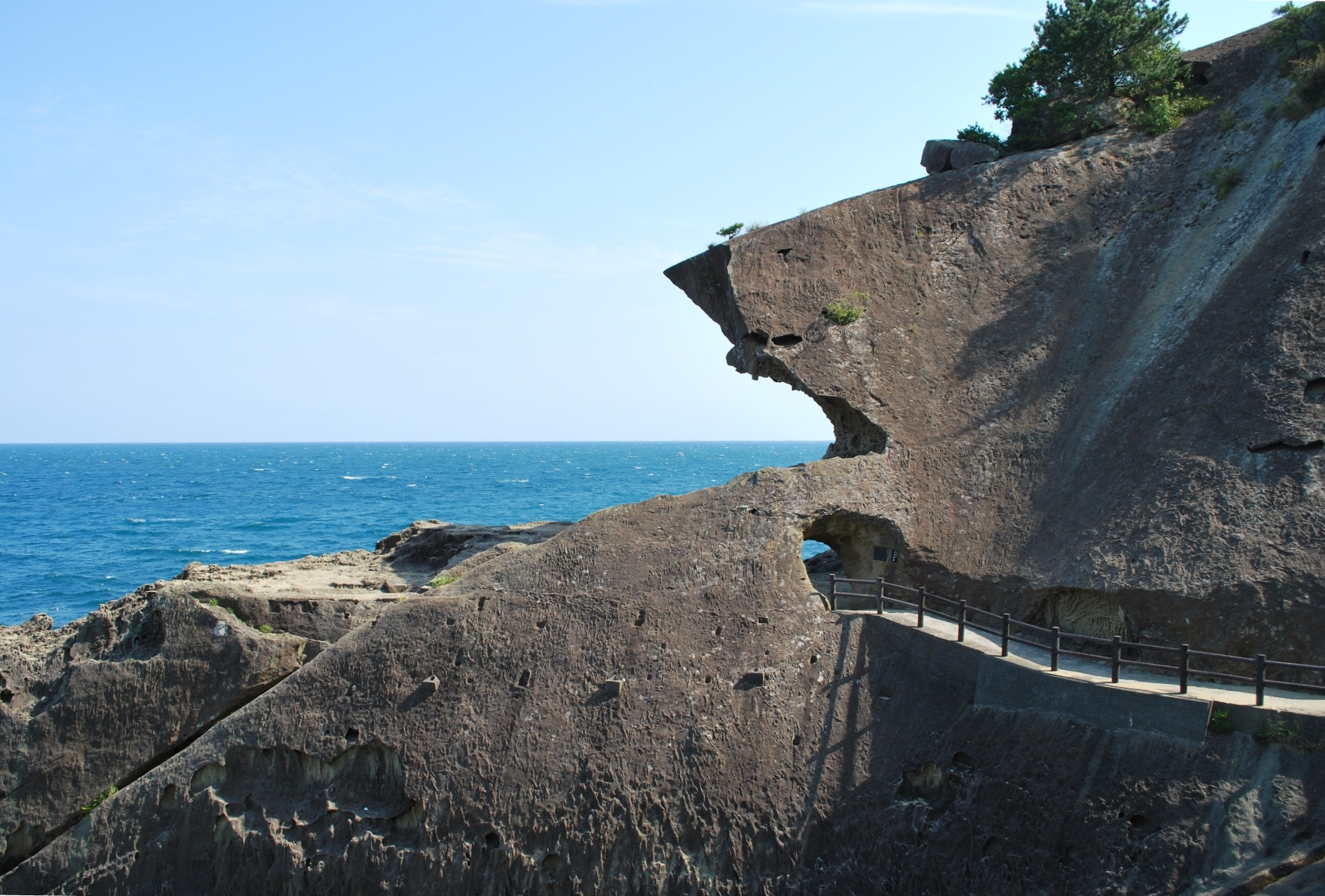
鬼ヶ城

### 祭事
- 熊野大花火大会[9]（8月17日開催、300年の歴史を有する。）
- 木本まつり（木本神社例大祭）
- 二木島祭
二木島祭（にぎしままつり）は二木島地区で室古(むろこ)神社・阿古師（あこし）神社の神事として行なわれている祭り。三重県の無形民俗文化財に指定されている。2隻の関船（せきふね）が競漕（きょうそう）することを特徴とする。2011年からの休止が検討されている[10]。
- 紀和の火祭り
- 紀伊半島太鼓フェスタ
- どぶろく祭（大森神社例大祭）
- 泳げ!鯉のぼりくん
- 井内浦公園野外ステージ

## 出身有名人
- 清順　戦国時代の尼僧
- 更家章太（実業家、サラヤ創業者）
- 田本研造（写真家）[11]
- 小林清栄（画家、熊野市長）[12]
- 田垣内友吉（画家）
- 奥田祐斎（染織家）[13]
- 花川環（女優）
- 水口晴幸（歌手、元・クールス）[14]
- 紀の川良子（歌手）
- アビコ（ドラマー NEON GRAVITY-元Aqua times）
- 鳥井久充 軟式テニス選手 日本代表
- 有本彦六（体操選手、ベルリンオリンピック日本選手団員）
- 笠松茂（体操選手、ミュンヘンオリンピック、モントリオールオリンピック金メダリスト）[15]
- 島崎保久（作家・編集者）
- 佐竹雅昭（空手家）
- 岡本ナオヤ（ボクサー、東拳ボクシングジム所属）
- 屋敷裕政（芸人、ニューヨーク）
- 鈴木孫一
- 大井卜新（貴族院議員・医師・写真家）
- 清水亘（政治活動家）
- 前川俊一（英文学者）
- 井川憲明（農学者）[16]
- 五鬼上堅磐（熊野市神川町出身）
- 三原佐知子[17]（女流浪曲師・歌手・熊野市新鹿町出身・平成15年大阪文化祭賞受賞・「公益社団法人浪曲親友協会」副会長）
- 獺ヶ口笑保人（将棋棋士）
- 北畑大我（実業家）

## 熊野市を舞台とした作品
- 凪のあすから（TVアニメ） - 2013年10月から2014年3月まで放送されたテレビアニメ。美術監督の東地和生さんを初めとするアニメ製作スタッフ陣が熊野市へ取材におもむき、新鹿海水浴場周辺やJR紀勢本線の波田須駅などがモデルとして描かれた。2018年より7年連続で「訪れてみたい日本のアニメ聖地88」に選定されている[18]。